# Yakin
Yakin est une commune rurale située dans le département de Guiba de la province du Zoundwéogo dans la région Centre-Sud au Burkina Faso.

## Géographie
Yakin est localisé à 6 km au nord-ouest de Sougou et à 7 km à l'ouest du centre de Manga. Le village est situé à 5 km à l'est de la route nationale 5 et 5 km au sud-ouest de la route nationale 29.

## Santé et éducation
Le centre de soins le plus proche de Yakin est le centre de santé et de promotion sociale (CSPS) de Sougou tandis que le centre médical (CMA) le plus proche se trouve à Manga.